# Johanna Barth
Johanna Barth, född 8 oktober 1999, är en svensk fotbollsspelare som spelar för Alingsås IF.
År 2017 var hon en del av matchtruppen med FC Rosengård i UEFA Women's Champions League matchen mot FC Barcelona och i laget som vann Svenska Cupen 2017.
Hon var en del av laget som vann the Big Ten Conference grundserien med University of Wisconsin 2019.
År 2024 var hon med Alingsås IF, som avancerade från Elitettan till Sveriges högsta serie för damfotboll, Damallsvenskan 2025.